# Sports Max
SportsMax fue una cadena de televisión por suscripción que emite programación deportiva para todo el Caribe, propiedad de Digicel. Consta de dos señales: SportsMax y SportsMax 2.
SportsMax se transmite a nivel regional, su sede central se encuentra en Jamaica y se transmite a través de operadores de cable, para los territorios caribeños de habla inglesa.
Sportsmax cerró el 8 de agosto del 2025. Los derechos exclusivos de transmisión de competencias deportivas que estaban en su poder y todos sus programas emitidos fueron trasladados a Rush Sports.

## Cobertura deportiva
Esta es una lista de eventos y competiciones que fueron transmitidos en la señal:
- Copa Mundial de Fútbol
- UEFA Champions League
- UEFA Europa League
- Supercopa de la UEFA
- Clasificación de UEFA para la Copa Mundial de Fútbol
- Clasificación para la Eurocopa
- La Liga
- Copa América
- Clasificación de CONMEBOL para la Copa Mundial de Fútbol
- Clasificación de CONCACAF para la Copa Mundial de Fútbol
- Liga de Naciones de la Concacaf
- Jamaican Premier League
- TT Premier Football League
- WTA 500
- United Rugby Championship
- Caribbean Premier League
- Indian Premier League
- Big Bash League
- European Cricket League
- Pakistan Super League
- Juegos Olímpicos de París 2024

## Competidores
- DSports
- ESPN Caribe
- Flow Sports

- Datos: Q17630612